# Venă cardiacă marginală stângă
Marea venă cardiacă primește afluenți din atriul stâng și din ambii ventriculi: unul, vena cardiacă marginală stângă, are o dimensiune considerabilă și urcă de-a lungul marginii stângi a inimii. 